# Kiskunlacházi repülőtér
A Kiskunlacháza Airport Budapesttől és a Budapest Liszt Ferenc nemzetközi repülőtértől egyaránt 30 kilométerre található dél-délnyugati irányban; a névadó településtől, Kiskunlacházától mintegy 2 kilométerre keletre helyezkedik el.

## Megközelítése
Budapest irányából a legegyszerűbben az 51-es főúton közelíthető meg, Kiskunlacházánál Bugyi felé letérve, az 5204-es úton. Jelenleg kisgépes repülőtérként és rendezvényközpontként üzemel, de területe a légi felhasználás mellett rendszeresen ad otthont autós, motoros ügyességi és gyorsasági versenyeknek (drift, drag), gépjárműteszteléseknek, márkatalálkozóknak, filmforgatásoknak, kiállításoknak és vezetéstechnikai tréningeknek is.

## Története
A területen az első füves repteret a 40-es években létesítették munkaszolgálatosok segítségével, majd 1944-ben egy 1200 m hosszú, 50 m széles beton leszállópályát is építettek. 1945 januárjában a 611., a 659., a 897 vadászrepülő ezred, a 10. Csatarepülő Hadosztály és egyéb más egységek települtek Kiskunlacházán. Az eredeti betoncsíkhoz már nem nyúltak, hanem a Magyar Néphadsereg Légiereje részére a régi beton mellett építettek egy 2500 méteres új pályát 1950-51-ben. A reptér egyike volt a második világháború után újjászülető Magyar Légierő legfontosabb légibázisainak, 1952 és 1956 között otthont biztosítva többek között a 82. Bombázó Hadosztály 37. önálló felderítő repülőezredének is.
Az 1956. november 3-a reggelén a Szovjet Hadsereg tankjai elfoglalták a repteret, majd felsorakoztak a kifutópályán, elzárva a magyar MiG-15-ösök útját. Néhány nappal később a haderő gépei egytől egyig elrepültek Sármellékre. A 37. önálló felderítő repülőezredet még ugyanebben az évben feloszlatták. 1957 nyarán a 159. vadászrepülő ezred MiG-17-es gépei megérkeztek. 1960 nyarán az ezred helyet cserélt az akkor Kalocsán települő 14. gárda vadászrepülő ezreddel, mely alakulat 1960-ban elsőként Magyarországon megkapta a MiG-21F és F-13 változatú repülőgépeket.  Az alakulat gépállományát folyamatosan fejlesztették, megjelentek a MiG-21PF, PFM és SzM repülőgépek is. Az 1968-as események alatt az ezred nem vett részt a harci eseményekben, hanem a magyar légteret védte. Akkor két hónapra áttelepült Kunmadarasról ide az ottani felderítőszázad MiG-21R gépekkel. (forrás: Vándor Károly: Légierő társbérletben I-II, Dunakeszi, 2009, 2010, VPP Kiadó)
Vándor Károly Légierő társbérletben könyveiből és az általa alapított Szovjet repülőtér titkai kiállítás Kiskunlacházával foglalkozó anyagaiból tudjuk, hogy több repülőesemény is történt az alakulatban. Ezek közül kiemelendő az eset, amikor 1986 májusában az ezredparancsnok, Pronyin ezredes katapultált MiG-23-asából, aminek darabjai a közeli Áporka település iskolájára és a templomkertbe estek. Szerencsére senki sem sérült meg.
1986. augusztus 14-étől a MiG-23-asokat fokozatosan cserélték le MiG-29-esekre. A lacházi ezred kapta meg a világon először a MiG-29-es modernizált, 9-13-as változatát. 1986 közepén a tököli reptér felújítása miatt Kiskunlacházára költözött az 515. vadászrepülő ezred, amit 1987. augusztus 6-án hagytak el. 1988 februárja és októbere között a helyi ezred Tökölön és Mezőkövesden települt, míg itt is el nem készült a beton teljes újjáépítése. Az ezred két gépe (a kék 01-es MiG-29 és a kék 70-es MiG-29UB) 1990. augusztus 19-21-e között tiszteletét tette az első Kecskeméti Repülőnapon.
1991. április 22-én a 14. gárda vadászezred repülőgépei elhagyták a bázist, és egyúttal Magyarországot és Zserdevkába költöztek. Amikor az egység kivonult, sok épület kárt szenvedett, de számos épületet, különös tekintettel a lakóépületekre, teljesen épen adtak át a magyar félnek. Sajnos az azóta eltelt két évtized alatt ezek állaga nagyot romlott. A kivonást követő 10 évben a magyar állam igazgatta és felügyelte a bázis jelenét és jövőjét. Számos tanulmányt készítettek, hogy alátámasszák a koncepciót, miszerint a reptér Budapest 3. számú légikikötője is lehetne, de konkrét lépéseket nem tettek ennek megvalósulása érdekében. Ezalatt az idő alatt évente pár rendezvényt tartottak a területen, és egy vállalat helikopterei használták a repteret. Azonban semmilyen állagmegőrzési vagy felújítási tevékenység nem történt. 2004-ben az ÁPV Rt. privatizációs tendert írt ki az épület értékesítésére. Jelenleg a repteret a Közép-magyarországi Repülőtér-fejlesztő Kft, és a Reptérbarát alapítvány közösen működteti, üzemelteti.

## A jelen
A repülőtér teljes területe 485 hektár, amiből 35 hektár szilárd burkolat. A kifutópálya hossza 2500 méter (a pálya 31-es irányában 800*45 méter aktív futópálya van kijelölve), szélessége 45 méter, a legnagyobb APRON mérete 70*415 méter. A folyamatos fejlesztések eredményeként a Kiskunlacháza Airport területén lévő infrastruktúra, a repteret kiszolgáló hangárok és épületek folyamatosan épülnek újjá. Itt tárolta repülőgépét a háromszoros magyar bajnok, EB-aranyérmes és VB TOP 10 műrepülő Nádas Tamás, valamint a szintén jelentős eredményekkel büszkélkedő Karai Csaba is. A repteret bázisként használja a karbantartás/javítással, folyamatos légi alkalmasság biztosításával, valamint charter repülések szervezésével és lebonyolításával foglalkozó Jet-Stream Kft., a  helikopteres szolgáltatásokat és repülőgépes oktatást nyújtó Forgószárny Kft. Itt tartja motoros/autós vezetéstechnikai tréningjeit a BMW Magyarország, és Driving Experience Kft. A repülőtéren rendszeresen rendeznek drag és drift országos futamokat.

## Épületek
- 18 repülőgép-férőhelyes vállalati hangár (109-es épület): Az épület teljes felújítása 2012-ben fejeződött be. Egy egyterű, 10 kisgép számára alkalmas tárolóhelyiséget, további 4 szeparált kisgéptárolót és ezen felül 4 vitorlázó repülőgép-tárolót tartalmaz. Az épület nagy teherbírású vibrokerámia burkolattal és bi-fold rendszerű hangárajtóval készült, a szeparált tárolók hidraulikus ajtóval rendelkeznek. A  teljes kényelmet öltöző, zuhanyozó, irodák és szervizblokk egészíti ki.
- 10 repülőgép-férőhelyes hangárépület (108-as épület): az épület teljes felújítása 2013-ban fejeződött be. Egy egyterű, 5 kisgép számára alkalmas tároló helyiséget, és további 5 szeparált kisgép tárolót tartalmaz. Az épület nagy teherbírású csiszolt beton ipari padlóval készültek. A teljes felszereltséget zuhanyozó, vizesblokk és iroda/tároló helyiségek egészítik ki.
- Klubépület (117-es épület): Az épület felújítása 2011-ben fejeződött be. Hasznos alapterülete 500 négyzetméter, jelenleg rendezvényhelyszínként funkcionál, de találhatóak benne irodák, apartmanok és büfé is.
- AFIS épület (116-os épület): Az épület felújítása 2011-ben fejeződött be. Hasznos alapterülete 150 négyzetméter, tetején két darab 68 négyzetméter alapterületű terasz helyezkedik el.
- Alagúthangár (122-es épület): Az első alagúthangár felújítása 2010-ben fejeződött be, és a munkálatok során hidraulikus működtetésű ajtóval lett felszerelve. A reptéren található többi alagúthangár korszerűsítése az igényeknek megfelelően folyamatosan zajlik.
- Bővített alagúthangár hidraulikus ajtóval (125, 126, 127, 129-es épület): Az épületek felújítása 2012-ben fejeződött be. Hasznos alapterületük 416 m2, a munkálatok során mindegyik hangár hidraulikus működtetésű ajtóval lett felszerelve.
- 2013-ban újítottuk fel a motoros sárkányrepülő és UL kisgép tároló épületünket (134-es épület), melyben 9 szeparált hely áll rendelkezésre a gépek biztonságos és korszerű tárolásához.

## További adatok
- Pozíció: 5 km/3 nm E Kiskunlacháza
- Magasság: 98 méter (322 láb)
- Terület: 485 Ha
- Hívójel: Lacháza INFO
- Frekvencia: 124,035 MHz
- Forgalmi kör: 31 RH /13 LH 1400 AMSL
- NVFR: nincs
- IFR: nincs
- RWY: 31/13
- Terhelés: PCN 50
- A pálya iránya:13/31

RWY (13-as irány) 1345 x 45 m / LDA 795 m /TORA 795 m /TODA 1295 m /ASDA 1190 m
RWY (31-es irány) 1345 x 45 m /LDA 795 m /TORA 1190 m /TODA 1690 m /ASDA 1585 m

## Külső hivatkozások
- Kiskunlacháza Repülőtér
- Hivatalos Youtube csatorna
- HungaryAirport.hu
- Vándor Károly: Légierő társbérletben, avagy a Szovjet Légierő és Légvédelem története Magyarországon és Ausztriában (1944-1991)
- Vándor Károly: A szovjet repülőtér titkai múzeum